# Rose Madder (roman)
Rose Madder  este un roman fantastic de Stephen King publicat inițial de editura Viking în iunie 1995.
Cartea prezintă efectele violenței în familie (temă care apare și în alte lucrări ale lui King, precum romanele Orașul bântuIT, Insomnia, Dolores Claiborne, Needful Things și multe altele). Lucru neobișnuit pentru un roman scris de King, acest roman se bazează pe elemente fantastice din mitologia greacă. În memoriile sale, On Writing, King afirmă că romanele Rose Madder și Insomnia sunt "romane rigide și foarte apăsătoare."

## Ecranizări
- n/a